# Brevipalpus gliricidiae
Brevipalpus gliricidiae är en spindeldjursart som beskrevs av De Leon 1961. Brevipalpus gliricidiae ingår i släktet Brevipalpus och familjen Tenuipalpidae. Inga underarter finns listade.